# Typhlocaris salentina
Typhlocaris salentina is een garnalensoort uit de familie van de Typhlocarididae. De wetenschappelijke naam van de soort is voor het eerst geldig gepubliceerd in 1923 door Caroli.